# Stord (Insel)
Stord ist eine Insel im Südwesten der westnorwegischen Provinz Vestland. Mit einer Fläche von 241,3 km² ist sie nach der Insel Osterøy die zweitgrößte Insel der Provinz. Auf der Insel befinden sich zwei Kommunen: Fitjar im nordwestlichen Teil und Stord im südöstlichen Teil.

## Geographie
Stord gehört zur Landschaft Sunnhordland. Sie grenzt nicht unmittelbar an den Atlantik, sondern ist von Fjorden und anderen Inseln umgeben. Im Norden grenzt Stord an den Selbjørnsfjord und die Inseln der Gemeinde Austevoll, im Osten an den Langenuen und die Inseln Tysnesøy und Huglo. Südlich liegt der Bømlafjord, der vor der Insel in den Hardangerfjord übergeht. Auf der gegenüberliegenden Seite befindet sich die zum Festland gehörende Halbinsel Valestrand. Westlich liegt der schmale Stokksund, der Stord von der Nachbarinsel Bømlo trennt und im Nordwesten in ein weitverzweigtes Netz aus Inseln und Sunden übergeht, von denen die größten Ålforo, Ivarsøy und Fonno sind.
Die höchste Erhebung der Insel ist der Mehammarsåta (auch Midhamarsåta) mit 749 Metern Höhe.
Der Großteil der Bevölkerung lebt im Süden der Insel. Das Tettsted Leirvik, das auch das Zentrum der Gemeinde Stord ist, ist mit 14.126 Einwohnern der mit Abstand größte Ort der Insel. Weitere Ortschaften sind das im Südwesten gelegene Sagvåg mit 3419 Einwohnern und im Nordwesten Fitjar, das Zentrum der gleichnamigen Gemeinde mit 1751 Einwohnern.

### Geologie
Stord wird durch ein gebirgiges Inselinneres und flachere, bewaldete Ränder bestimmt. Dem relativ flachen und sanft abfallenden Osten und Süden der Insel steht ein zerklüfteter Nordwesten mit mehreren hundert Inseln und Holmen gegenüber. Im Norden der Insel besteht der Untergrund vornehmlich aus Gabbro und Grünschiefer. Der höchste zentrale Teil mit dem Mehammarsåta besteht vor allem aus Granit. Das südöstliche Drittel der Insel wird durch eine steile Bergwand vom Rest der Insel getrennt. Hier besteht der Untergrund hauptsächlich aus Sedimentgestein wie Phyllit und Sandstein. In der Gegend um Sagvåg gibt es ein Marmorvorkommen, das früher auch abgebaut wurde.

### Flora und Fauna
Die tief gelegenen geschützten Täler im Norden und Süden der Insel sind sehr fruchtbar und vor Seewinden geschützt. Vor allem der Süden mit seinem fruchtbaren Phyllitboden bietet gute Wachstumsbedingungen für eine reiche Flora, darunter mehrere geschützte Farnarten und vierzehn verschiedene Orchideen. Auch Stechpalmen wachsen weit verbreitet auf der Insel und einige der größten Exemplare Norwegens finden sich auf Stord. Die Zweige der Stechpalmen werden kommerziell genutzt, um Weihnachtsgestecke zu produzieren. Auch Norwegens größtes Vorkommen an Eiben kann auf Stord gefunden werden.
Auch die Fauna ist reich. Eine Untersuchung von 2004 ergab 232 wilde Wirbeltierarten, 210 Vogelarten, 18 Säugetierarten und jeweils zwei Amphibien- und Reptilienarten.

## Geschichte
Die Insel ist reich an Siedlungsspuren, die bis zum Ende der letzten Eiszeit vor etwa 10.000 Jahren zurückreichen. In Vespestad am Hellandsfjord wurden Reste von Wohnplätzen aus der Jungsteinzeit gefunden. In der Bronzezeit stieg die Aktivität auf Stord bezeugt durch eine Vielzahl an Grabstätten von denen der Rimsvarden mit zirka 30 Metern Durchmesser und vier Metern Höhe der größte ist. Mehrere Bronzefunde, darunter ein Kupferschwert und ein Messer aus dem Rimsvarden, deuten auf den Wohlstand der Gegend hin. In einem Moor in der Nähe wurde eine Bronzeaxt gefunden, die als das beste Exemplar einer bronzezeitlichen Axt in Skandinavien gilt.
In der Wikingerzeit gewann der Hof Fitjar an Bedeutung und gelangte, vermutlich nach der Schlacht am Hafrsfjord, in die Hände des Königs Harald Schönhaar. In der Heimskringla wird beschrieben wie dessen Sohn, Håkon der Gute, auf Fitjar zu Besuch war, als er angegriffen wurde und in der folgenden Schlacht bei Fitjar so schwer verwundet wurde, dass er später in Håkonshella starb. Auch spätere Mittelalterkönige nutzten den Königshof auf Fitjar weiter und um 1100 wurde eine Steinkirche hier errichtet, die mit dem Bau einer neuen Kirche 1867 abgerissen wurde.
Die günstige Lage entlang der Schiffsroute zwischen Stavanger und Bergen und die Bedeutung als Hafen für Sunnhordland führte zum Erblühen des Handels in der frühen Neuzeit und 1590 wurde in Eldøyvågen bei Leirvik ein Zollhaus errichtet. Von hier aus wurde Holz aus der Region an Händler aus Schottland und den Niederlanden verkauft – sehr zum Missfallen der Bergener Händler, die damit eine wichtige Einnahmequelle verloren.
Im 19. Jahrhundert wurden mehrere Steinbrüche und Kiesgruben auf Stord eröffnet, die der Anfang der Industrieproduktion bildeten. Gleichzeitig begann der Maschinenbau mit der 1919 gegründeten Stord Werft an seiner Spitze, der noch heute eine wichtige Rolle für die Wirtschaft der Insel spielt. Leirvik entwickelte sich zum Regionszentrum und 1997 beschloss die Gemeinde Stord, die gesamte Gemeinde zur Stadtgemeinde (bykommune) zu erklären, also der gesamten Gemeinde Stadtstatus zu verleihen.

## Wirtschaft und Infrastruktur
Das wirtschaftliche Zentrum von Stord liegt im dicht besiedelten Süden der Insel. In Leirvik finden sich mit unter anderem Kværner und Wärtsilä eine Reihe von Zulieferern der Ölindustrie. Der Ort verfügt außerdem über ein Krankenhaus für die Region Sunnhordland und ist das wichtigste regionale Zentrum. Auch die Hochschule Westnorwegen unterhält einen Campus in Stord, in dem vor allem in den Fächern Gesundheit, Ingenieurwissenschaften und Bildung ausgebildet wird.
Auch der Norden der Insel verfügt über mehrere, vor allem maritime, Maschinenbaubetriebe. Der Midtfjellet Vindpark mit 55 Windkraftanlagen hat eine jährliche Produktion von 422,5 GWh.

### Verkehr
Im Süden ist Stord über den Bømlafjordtunnel und der Stordabrua mit dem Festland verbunden, die Teil der Europastraße 39 sind. Die E39 führt entlang der Ostküste der Insel bis nach Sandvikvåg, von wo eine Fähre nach Halhjem in der Gemeinde Bjørnafjorden führt und die Straße in Richtung Bergen fortgesetzt wird. Auf der Westseite der Insel verbindet der Fylkesvei 545 den nördlichen und südlichen Teil der Insel. Das unbewohnte Innere der Insel ist mit Ausnahme einiger Forstwege nicht an das Straßennetz angeschlossen. Stord verfügt über einen Flughafen, Flughafen Stord, Sørstokken im Südwesten der Insel. Weitere Fährverbindungen bestehen nach Huglo und Tysnesøy, und Sunde in Kvinnherad.

## Persönlichkeiten
- Baard Madsen Haugland (1835–1896), Politiker, „erster Bauer im königlichen Kabinett“
- Kari Veiteberg (* 1961), Bischöfin von Oslo
- Synnøve Macody Lund (* 1976), Schauspielerin